# Gail Dolgin

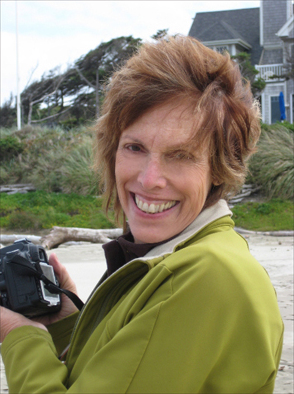
Gail Dolgin

Gail Dolgin (* 4. April 1945 in Great Neck, New York; † 7. Oktober 2010 in Berkeley, Kalifornien) war eine US-amerikanische Dokumentarfilmerin.

## Leben
Dolgin wuchs auf Long Island auf und kehrte nach dem Kunststudium an der University of Pennsylvania nach New York zurück, wo sie ein weiteres Studium der Fotografie aufnahm. 1993 drehte sie ihren ersten Dokumentarfilm, Cuba Va: The Challenge of the Next Generation. Für ihren 2002 entstandenen zweiten Dokumentarfilm Wiedersehen in Vietnam – Auf den Spuren einer Kindheit wurde sie 2003 für den Oscar in der Kategorie Bester Dokumentarfilm nominiert. Bereits 2001 war bei ihr eine Krebserkrankung diagnostiziert worden, sie starb während der Arbeit an The Barber of Birmingham: Foot Soldier of the Civil Rights Movement, der von Robin Fryday vollendete Kurzfilm war 2012 in der Kategorie bester Dokumentar-Kurzfilm oscarnominiert.

## Filmografie (Auswahl)
- 1993: Cuba Va: The Challenge of the Next Generation
- 2002: Wiedersehen in Vietnam – Auf den Spuren einer Kindheit (Daughter from Danang)
- 2011: Crime After Crime
- 2011: The Barber of Birmingham: Foot Soldier of the Civil Rights Movement

## Auszeichnungen (Auswahl)
- 2003: Oscar-Nominierung in der Kategorie bester Dokumentarfilm für Wiedersehen in Vietnam – Auf den Spuren einer Kindheit.
- 2012: Oscar-Nominierung in der Kategorie bester Dokumentar-Kurzfilm für The Barber of Birmingham: Foot Soldier of the Civil Rights.